# Baron Delamer
Baron Delamer, of Dunham Massey in the County Palatine of Chester, war ein erblicher britischer Adelstitel, der je einmal in der Peerage of England und einmal in der Peerage of Great Britain verliehen wurde.
Die territoriale Widmung beider Titel bezieht sich auf Dunham Massey Hall in Cheshire, den Familiensitz der Barone.

## Verleihungen
Der Titel wurde erstmals am 20. April 1661 in der Peerage of England für Sir George Booth, 2. Baronet geschaffen. Dieser hatte bereits 1652 von seinem Großvater Sir George Booth, 1. Baronet (1566–1652), den Titel Baronet, of Dunham Massey in the County of Chester, geerbt, der diesem am 22. Mai 1611 in der Baronetage of England verliehen worden war. Sein Sohn, der 2. Baron, wurde am 17. April 1690 in der Peerage of England zudem zum Earl of Warrington erhoben. Das Earldom erlosch beim Tod von dessen Sohn, dem 2. Earl, am 2. August 1758. Die Baronie und Baronetcy fielen an dessen Cousin Nathaniel Booth als 4. Baron, bei dessen Tod am 9. Januar 1770 auch die Baronie erlosch. Die Baronetcy fiel an dessen Cousin zweiten Grades Rev. George Booth (1724–1797) als 6. Baronet und erlosch bei dessen Tod am 7. November 1797.
Am 22. April 1796 wurde der Titel in zweiter Verleihung in der Peerage of Great Britain, zusammen mit dem übergeordnete Titel Earl of Warrington, in the County Palatine of Lancaster, für George Grey, 5. Earl of Stamford neu geschaffen. Er war über seine Mutter ein Enkel des verstorbenen 2. Earls of Warrington und hatte 1768 von seinem Vater den Titel Earl of Stamford, nebst nachgeordneter Titel geerbt. Die Baronie Delamer und das Earldom of Warrington erloschen beim Tod seines Urenkels, des 7. Earl of Stamford, am 2. Januar 1883. Das Earldom Earl of Stamford und die übrigen Titel fielen an dessen Großcousin zweiten Grades Harry Grey, 8. Earl of Stamford (1812–1890).

## Liste der Barone Delamer

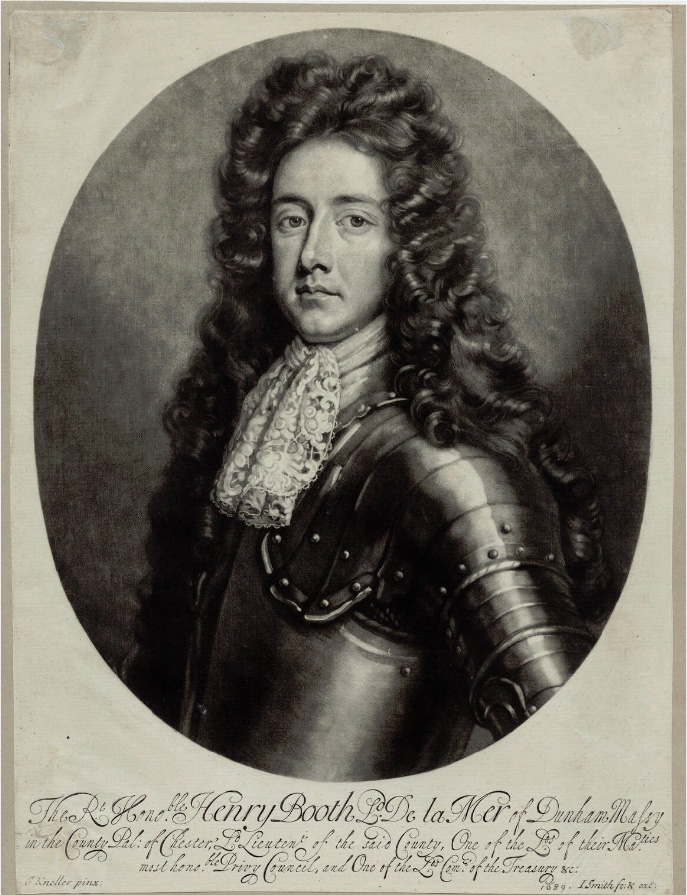
Henry Booth, 1. Earl of Warrington, 2. Baron Delamer

### Barone Delamer, erste Verleihung (1661)
- George Booth, 1. Baron Delamer (1622–1684)
- Henry Booth, 1. Earl of Warrington, 2. Baron Delamer (1652–1694)
- George Booth, 2. Earl of Warrington, 3. Baron Delamer (1675–1758)
- Nathaniel Booth, 4. Baron Delamer (1709–1770)

### Barone Delamer, zweite Verleihung (1796)
- George Grey, 5. Earl of Stamford, 1. Earl of Warrington, 1. Baron Delamer (1737–1819)
- George Grey, 6. Earl of Stamford, 2. Earl of Warrington, 2. Baron Delamer (1765–1845)
- George Grey, 7. Earl of Stamford, 3. Earl of Warrington, 3. Baron Delamer (1827–1883)